# Extremadurská kuchyně

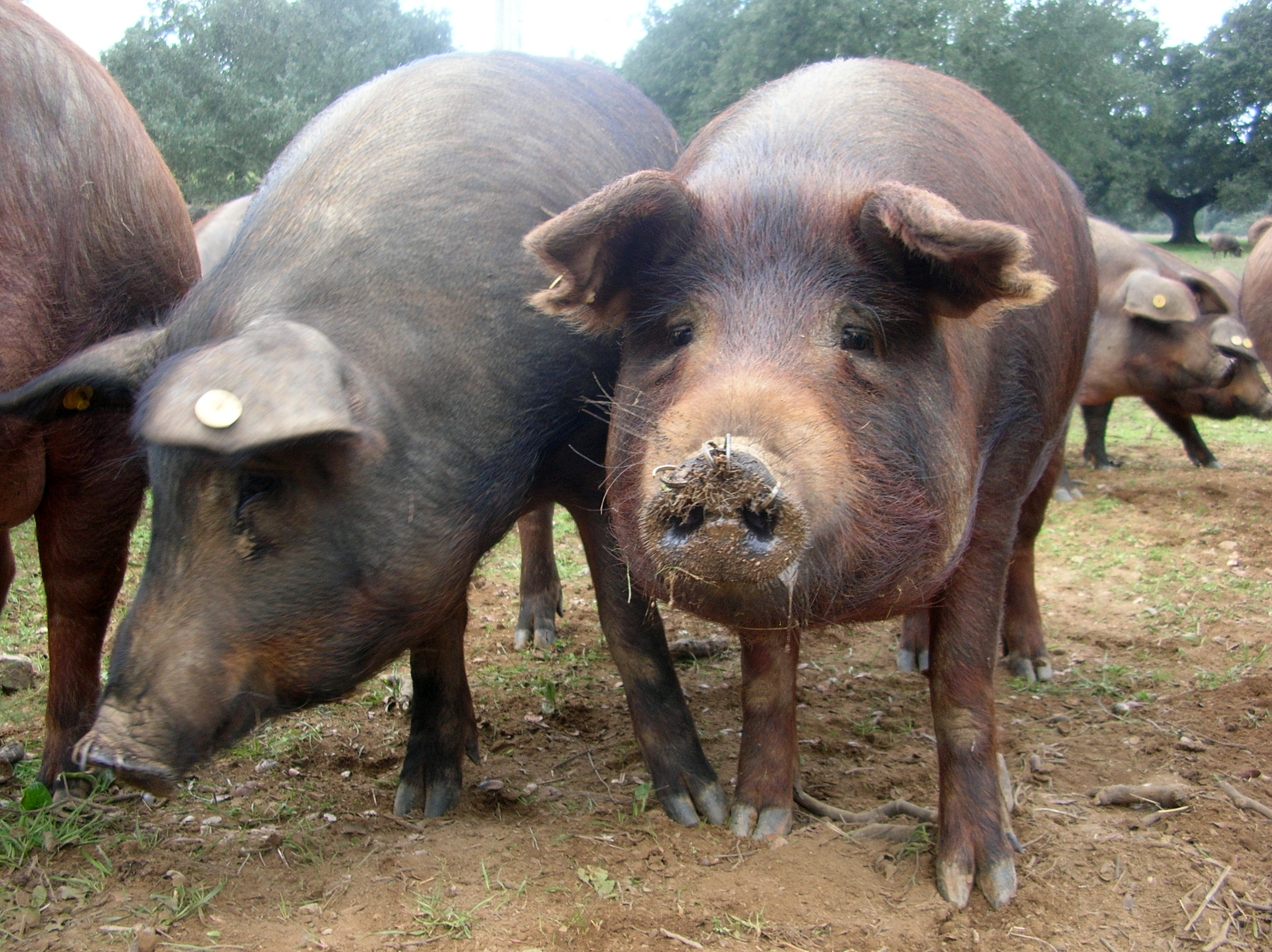
Iberská prasata

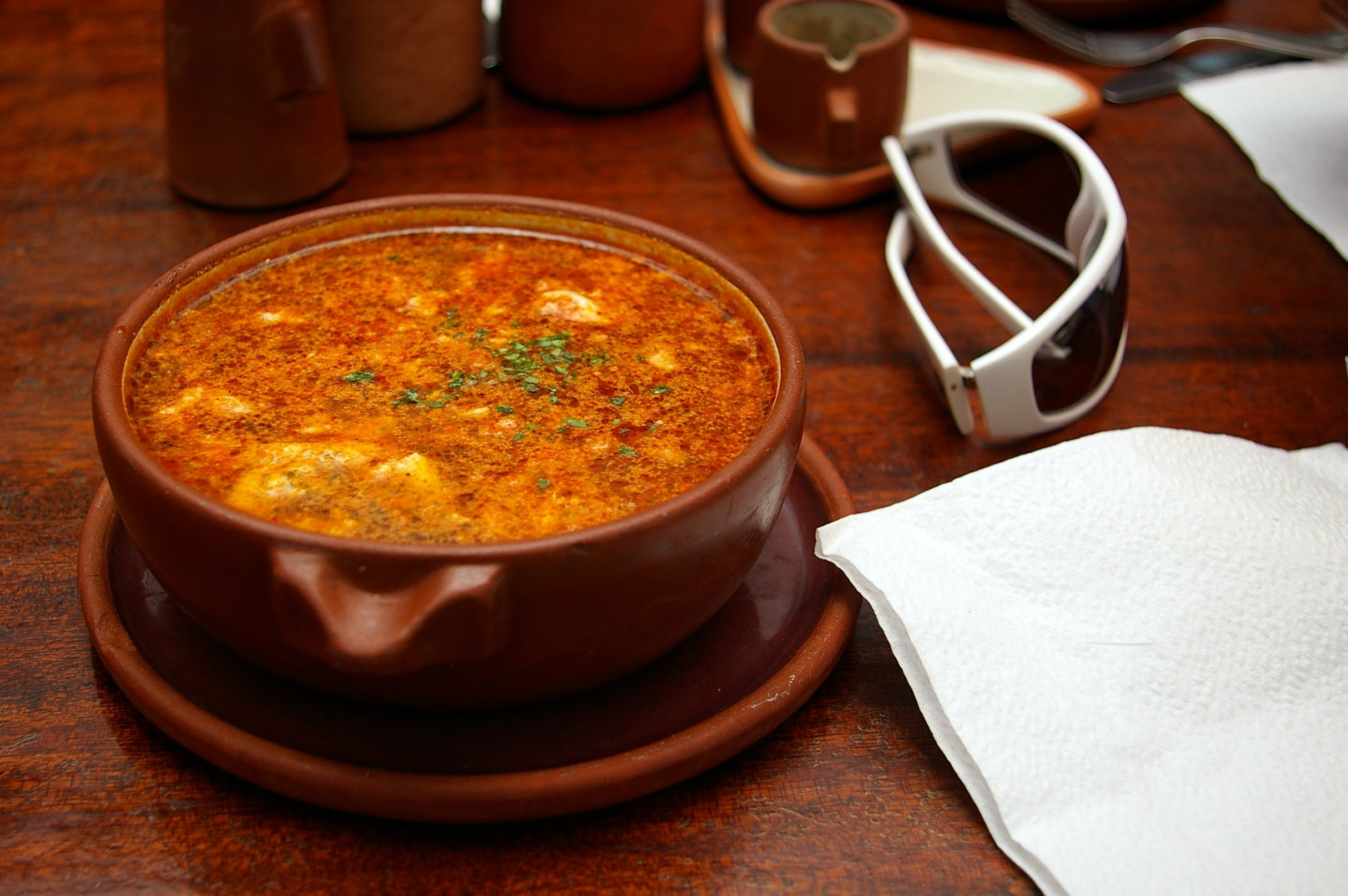
Česneková polévka

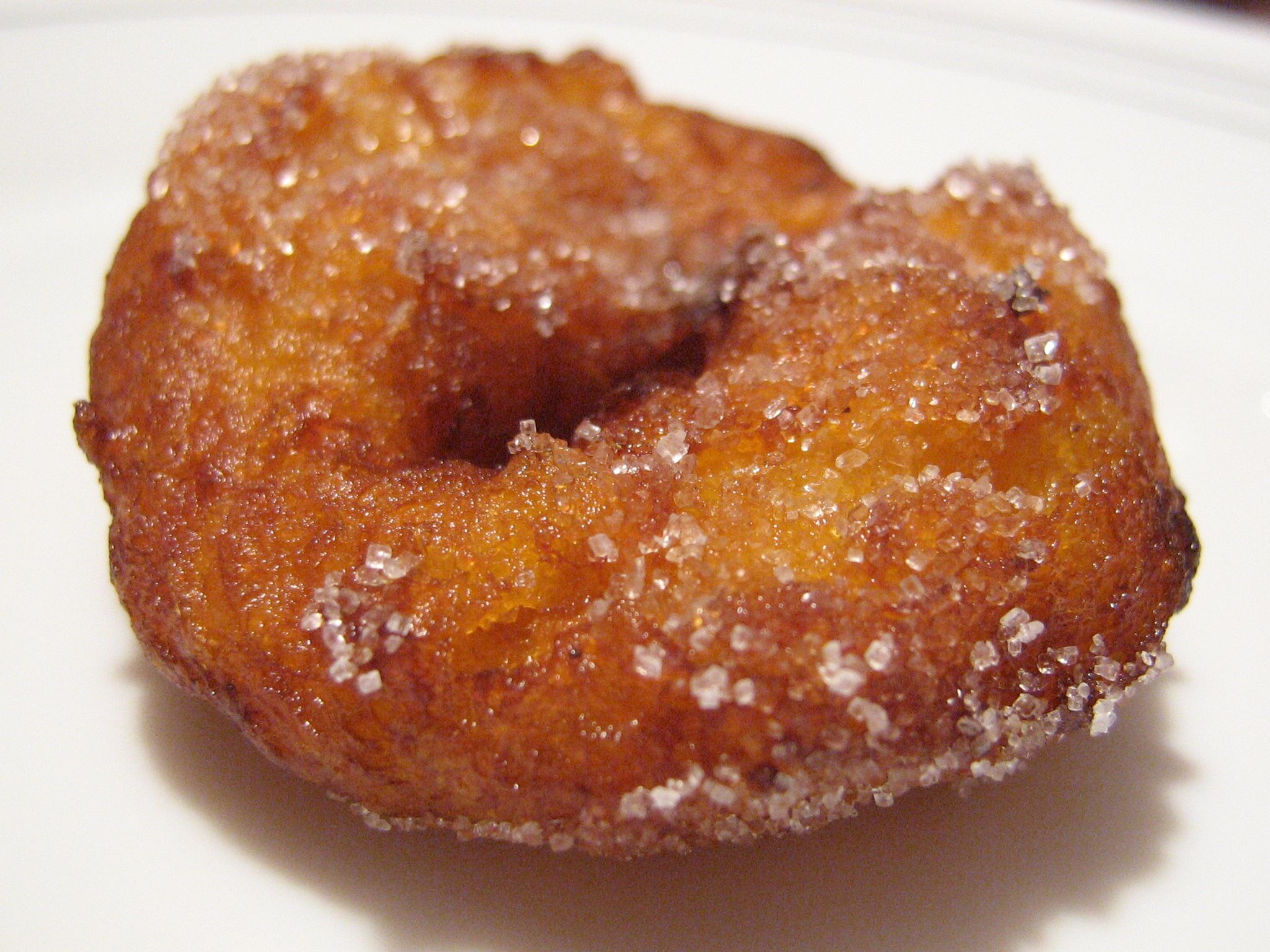
Buñuelo

Extremadurská kuchyně (španělsky: Gastronomía de Extremadura, extremadursky: Gastronomia d'Estremaúra) je specifickou regionální kuchyní, typickou pro Extremaduru v západním Španělsku. Mezi typické suroviny patří vepřové a skopové maso (někdy i další druhy masa, například z ještěrek), cizrna, zelenina a olivový olej. Mezi typická koření patří paprika, česnek, bobkový list, máta a anýz, na rozdíl od zbytku Španělska se běžně používá i koriandr (zřejmě vliv z portugalské kuchyně). Pokrmy se tradičně připravují ve velkých kotlích a podávají se s chlebem.
Extremadura je známá polodivokým chovem iberských prasat a pěstováním vína a třešní, ale i produkcí sýra.

## Příklady extremadurských pokrmů a nápojů
Příklady extremadurských pokrmů a nápojů:
- Různé uzeniny, například chorizo, šunka, salchichón...
- Cocido extremeño, dušený pokrm z cizrny, masa a klobásy[2]
- Caldereta de cordero, dušený pokrm ze skopového masa
- Cabrito a la hortelana, dušený pokrm ze zeleniny a kozího masa
- Arroz con liebre, rýžový pokrm se zaječím masem[3]
- Cizrnová polévka
- Česneková polévka
- Polévka z jedlých kaštanů
- Gazpacho, studená zeleninová polévka, v Extremaduře se podává s mátou a se šunkou
- Cuchifritos, smažené kousky masa
- Migas, smažená strouhanka
- Magdalenas, košíčky ochucené anýzem, s krémem
- Buñuelos, sladké smažené pečivo
- Víno